# Fase de classificació de la Copa d'Àfrica de Nacions 1986
Fase de classificació de la Copa d'Àfrica de Nacions de futbol de l'any 1986.
- Camerun classificat com a campió anterior.
- Egipte classificat com a organitzador.

## Ronda preliminar
| Equip 1  | Global      | Equip 2      | Anada | Tornada |
| -------- | ----------- | ------------ | ----- | ------- |
| Tanzània | 3–2         | Uganda       | 0–1   | 3–1     |
| Maurici  | 0–3         | Moçambic     | 0–0   | 0–3     |
| Zimbàbue | 8–1         | Swazilàndia  | 3–0   | 5–1     |
| Somàlia  | 1–1 (3–4 p) | Kenya        | 1–0   | 0–1     |
| Zaire    | 3–1         | Gabon        | 2–0   | 1–1     |
| Libèria  | 3–4         | Mauritània   | 3–1   | 0–3     |
| Mali     | 3–2         | Benín        | 1–0   | 2–2     |
| Gàmbia   | 3–4         | Sierra Leone | 3–2   | 0–2     |

| Tanzània | 0–1 | Uganda |
| -------- | --- | ------ |
|          |     |        |

 Dar es Salaam
| Uganda | 1–3 | Tanzània |
| ------ | --- | -------- |
|        |     |          |

 Kampala
Tanzània guanyà 3–2 en l'agregat.
| Maurici | 0–0 | Moçambic |
| ------- | --- | -------- |
|         |     |          |

 Curepipe
| Moçambic | 3–0 | Maurici |
| -------- | --- | ------- |
|          |     |         |

 Maputo
Moçambic guanyà 3–0 en l'agregat.
| Zimbàbue                        | 3–0 | Swazilàndia |
| ------------------------------- | --- | ----------- |
| M. Ndlovu · B. Ndlovu · Mpariwa |     |             |

 Barbourfields, Bulawayo
| Swazilàndia | 1–5 | Zimbàbue                    |
| ----------- | --- | --------------------------- |
| Gol         |     | Chunga · Khumalo · Ndunduma |

 Mbabane
Zimbabwe guanyà 8–1 en l'agregat.
| Somàlia | 1–0 | Kenya |
| ------- | --- | ----- |
|         |     |       |

 Mogadishu
| Kenya           | 1–0 | Somàlia |
| --------------- | --- | ------- |
| Muse 53' (p.p.) |     |         |
| Tanda de penals |     |         |
|                 | 4–3 |         |

 Nyayo National, Nairobi
Kenya guanyà 4–3 en els penals després de 1–1 en l'agregat.
| Zaire | 2–0 | Gabon |
| ----- | --- | ----- |
|       |     |       |

 Kinshasa
| Gabon     | 1–1 | Zaire |
| --------- | --- | ----- |
| Minko 23' |     | Gol   |

 Libreville
Zaire guanyà 3–1 en l'agregat.
| Libèria | 3–1 | Mauritània |
| ------- | --- | ---------- |
|         |     |            |

 Monròvia
| Mauritània | 3–0 | Libèria |
| ---------- | --- | ------- |
|            |     |         |

 Nouakchott
Mauritània guanyà 4–3 en l'agregat.
| Mali       | 1–0 | Benín |
| ---------- | --- | ----- |
| Kaloga 90' |     |       |

 Bamako
| Benín | 2–2 | Mali |
| ----- | --- | ---- |
|       |     |      |

 Cotonou
Mali guanyà 3–2 en l'agregat.
| Gàmbia | 3–2 | Sierra Leone |
| ------ | --- | ------------ |
|        |     |              |

 Banjul
| Sierra Leone | 2–0 | Gàmbia |
| ------------ | --- | ------ |
|              |     |        |

 Freetown
Sierra Leone guanyà 4–3 en l'agregat.

## Primera ronda
| Equip 1       | Global      | Equip 2      | Anada | Tornada |
| ------------- | ----------- | ------------ | ----- | ------- |
| Madagascar    | 2–6         | Zimbàbue     | 0–1   | 2–5     |
| Algèria       | 5–1         | Mauritània   | 4–0   | 1–1     |
| Líbia         | 2–1         | Tunísia      | 2–0   | 0–1     |
| Ghana         | 5–2         | Guinea       | 1–1   | 4–1     |
| Costa d'Ivori | 7–1         | Mali         | 6–0   | 1–1     |
| Malawi        | 2–2 (5–6 p) | Moçambic     | 1–1   | 1–1     |
| Togo          | 1–2         | Senegal      | 0–1   | 1–1     |
| Congo         | 2–5         | Zaire        | 2–5   | 0–0     |
| Kenya         | n/d         | Sudan        | —     | —       |
| Marroc        | n/d         | Sierra Leone | —     | —       |
| Nigèria       | n/d         | Tanzània     | —     | —       |
| Zàmbia        | n/d         | Etiòpia      | —     | —       |

| Madagascar | 0–1 | Zimbàbue |
| ---------- | --- | -------- |
|            |     | Stix 62' |

 Mahamasina Municipal Stadium, Antananarivo
| Zimbàbue                                       | 5–2 | Madagascar |
| ---------------------------------------------- | --- | ---------- |
| Phiri · B. Ndlovu · Ndunduma · Shambo · Chunga |     | Gol · Gol  |

 Harare
Zimbabwe guanyà 6–2 en l'agregat.
| Algèria                                                        | 4–0 | Mauritània |
| -------------------------------------------------------------- | --- | ---------- |
| Belloumi 6' (pen) · Bouiche 27' · Cissé 58' (p.p.) · Menad 68' |     |            |

| Mauritània | 1–1 | Algèria     |
| ---------- | --- | ----------- |
| Dieng 19'  |     | Bouiche 43' |

Algèria guanyà 5–1 en l'agregat.
| Líbia                   | 2–0 | Tunísia |
| ----------------------- | --- | ------- |
| Al-Maadani · Al-Beshari |     |         |

 Estadi 11 de Juny, Trípoli
| Tunísia    | 1–0 | Líbia |
| ---------- | --- | ----- |
| Jeridi 26' |     |       |

 Stade El Menzah, Tunis
Líbia guanyà 2–1 en l'agregat.
| Ghana | 1–1 | Guinea |
| ----- | --- | ------ |
|       |     |        |

 Accra
| Guinea | 1–4 | Ghana                               |
| ------ | --- | ----------------------------------- |
| Gol    |     | Abedi Pele · Ansah · Alhassan · Nti |

 Stade du 28 Septembre, Conakry
Ghana guanyà 5–2 en l'agregat.
| Costa d'Ivori                                         | 6–0 | Mali |
| ----------------------------------------------------- | --- | ---- |
| A. Traoré 3', 48', 51' · Kouadio 7', 37' · Fofana 70' |     |      |

 Stade Félix Houphouët-Boigny, Abidjan
| Mali                 | 1–1 | Costa d'Ivori |
| -------------------- | --- | ------------- |
| I. Traoré 72' (pen.) |     | A. Traoré 25' |

 Bamako
Costa d'Ivori guanyà 7–1 en l'agregat.
| Malawi | 1–1 | Moçambic |
| ------ | --- | -------- |
| Waya   |     | Gol      |

 Lilongwe
| Moçambic        | 1–1 | Malawi |
| --------------- | --- | ------ |
| Amade           |     | Sinalo |
| Tanda de penals |     |        |
|                 | 6–5 |        |

 Maputo
Moçambic guanyà 6–5 en els penals després de 2–2 en l'agregat.
| Togo | 0–1 | Senegal |
| ---- | --- | ------- |
|      |     |         |

 Tsévié
| Senegal | 1–1 | Togo |
| ------- | --- | ---- |
|         |     |      |

 Dakar
Senegal guanyà 2–1 en l'agregat.
| Congo                  | 2–5 | Zaire                                                   |
| ---------------------- | --- | ------------------------------------------------------- |
| Nis 42' · Nkounkou 80' |     | Santos 5' · Kabongo 15', 50' · Ngeleme 25' · Kiyika 28' |

 Brazzaville
| Zaire | 0–0 | Congo |
| ----- | --- | ----- |
|       |     |       |

 Kinshasa
Zaire guanyà 5–2 en l'agregat.
| Kenya | n/d | Sudan        |
| ----- | --- | ------------ |
|       |     | Abandonament |

Kenya es classificà, Sudan abandonà.
| Marroc | n/d | Sierra Leone |
| ------ | --- | ------------ |
|        |     | Abandonament |

Marroc es classificà, Sierra Leone abandonà.
| Nigèria | n/d | Tanzània     |
| ------- | --- | ------------ |
|         |     | Abandonament |

Nigèria es classificà, Tanzània abandonà.
| Zàmbia | n/d | Etiòpia      |
| ------ | --- | ------------ |
|        |     | Abandonament |

Zàmbia es classificà, Etiòpia abandonà.

## Segona ronda
| Equip 1       | Global      | Equip 2  | Anada | Tornada |
| ------------- | ----------- | -------- | ----- | ------- |
| Kenya         | 0–3         | Algèria  | 0–0   | 0–3     |
| Nigèria       | 0–1         | Zàmbia   | 0–0   | 0–1     |
| Costa d'Ivori | 2–0         | Ghana    | 2–0   | 0–0     |
| Zimbàbue      | 1–3         | Senegal  | 1–0   | 0–3     |
| Líbia         | 3–3 (3–4 p) | Moçambic | 2–1   | 1–2     |
| Marroc        | 1–0         | Zaire    | 1–0   | 0–0     |

| Kenya | 0–0 | Algèria |
| ----- | --- | ------- |
|       |     |         |

| Algèria                          | 3–0 | Kenya |
| -------------------------------- | --- | ----- |
| Benkhalidi 16', 72' · Madjer 75' |     |       |

Algèria guanyà 3–0 en l'agregat.
| Nigèria | 0–0 | Zàmbia |
| ------- | --- | ------ |
|         |     |        |

 Lagos
| Zàmbia     | 1–0 | Nigèria |
| ---------- | --- | ------- |
| Chanda 86' |     |         |

 Lusaka
Zàmbia guanyà 1–0 en l'agregat.
| Costa d'Ivori | 2–0 | Ghana |
| ------------- | --- | ----- |
|               |     |       |

 Abidjan
| Ghana | 0–0 | Costa d'Ivori |
| ----- | --- | ------------- |
|       |     |               |

 Kumasi Sports Stadium, Kumasi
Costa d'Ivori guanyà 2–0 en l'agregat.
| Zimbàbue     | 1–0 | Senegal |
| ------------ | --- | ------- |
| Ndunduma 65' |     |         |

 Harare
| Senegal | 3–0 | Zimbàbue |
| ------- | --- | -------- |
| Bocandé |     |          |

 Stade Demba Diop, Dakar
Senegal guanyà 3–1 en l'agregat.
| Líbia     | 2–1 | Moçambic     |
| --------- | --- | ------------ |
| Al-Issawi |     | Calton Banze |

 Estadi 28 de Març, Bengasi
| Moçambic        | 2–1 | Líbia      |
| --------------- | --- | ---------- |
| Gol · Gol       |     | Al-Senussi |
| Tanda de penals |     |            |
|                 | 4–3 |            |

 Maputo
Moçambic guanyà 4–3 en els penals després de 3–3 en l'agregat.
| Marroc              | 1–0 | Zaire |
| ------------------- | --- | ----- |
| M. Merry 46' (pen.) |     |       |

 Stade Mohammed V, Casablanca
| Zaire | 0–0 | Marroc |
| ----- | --- | ------ |
|       |     |        |

 Stade Municipal, Lubumbashi
Marroc guanyà 1–0 en l'agregat.

## Equips classificats
Els 8 equips classificats foren:
- Algèria
- Camerun (vigent campió)
- Egipte (seu)
- Costa d'Ivori
- Marroc
- Moçambic
- Senegal
- Zàmbia